# Pyöreäsaari (ö i Kivijärvi, Kirkkosalmi)
Pyöreäsaari är en ö i Finland. Den ligger i sjön Kivijärvi och i kommunen Kivijärvi i den ekonomiska regionen  Saarijärvi-Viitasaari och landskapet Mellersta Finland, i den centrala delen av landet, 300 km norr om huvudstaden Helsingfors. Öns area är 1,5 hektar och dess största längd är 210 meter i sydöst-nordvästlig riktning.